# Filipe Cavalcante
Filipe Cavalcante de Carvalho Medeiros, conhecido artisticamente como Filipe Cavalcante (Rio de Janeiro, 9 de fevereiro de 2000), é um ator, dublador e cantor brasileiro mais conhecido por interpretar Rafa no remake da telenovela Chiquititas. 

## Biografia
Começou a estudar teatro aos 6 anos de idade, na Cia. Atores de Laura. A sua primeira peça teatral foi "A Casa Bem Assombrada" de Susanna Kruger, onde interpretou o personagem Altman sob a direção de Symone Strobel (2007).
No teatro também fez o Ziggy da peça "Lazy Town em Aventuras" dirigida por Alessandro Dovalle (2008), Rodolfo da peça "Vote em Mim!" de Rogério Blat com direção-geral de Ernesto Piccolo (2008), Nando da peça "Em Busca das Virtudes" com direção de  Cláudia Costa (2009), Túlio da peça "Anos 80 - Um Musical de Filho para Pai" com texto e direção de Mareliz Rodrigues e direção musical de Marcelo Rezende (2010).
Em televisão, na Rede Globo interpretou o Porquinho Zé Maria na série Sítio do Picapau Amarelo (Quem Quiser que Conte Outra - 2007), este personagem perseguia o Rabicó por ter convicção de ser seu filho.
No cinema participou dos longa-metragem "Ressaca" (2008) com direção-geral de Bruno Vianna, "Cinco Vezes Favela (2009) com direção-geral de Cacá Diegues e preparação com Camila Amado.
Em publicidade participou de comerciais e fez interprogramas para TV Brasil (TVE). No final de 2009, após concluir o curso de dublagem com Flávia Saddy e Claudio Galvan, começou a trabalhar como dublador. Entre 2013 e 2015, atuou no remake de Chiquititas interpretando o personagem Rafa, um menino de rua, personagem originalmente vivido por Felipe Chammas na primeira versão brasileira.

## Filmografia

### Televisão
| Ano       | Título                   | Personagem       | Nota                       | Emissora  |
| --------- | ------------------------ | ---------------- | -------------------------- | --------- |
| 2007      | Sítio do Picapau Amarelo | Zé Maria         | (Porquinho) Coadjuvante    | TV Globo  |
| 2008      | Arraial Brasil           | Coronel          | (Pai da Noiva) Coadjuvante | TV Brasil |
| 2013–2015 | Chiquititas              | Rafa (Rafael)    | Co-protagonista            | SBT       |
| 2017      | Carinha de Anjo          | Henrique Almeida | Participação Especial      | SBT       |

## Discografia
| Espécie | Ano  | Título                     | Música                   | Gravadora |
| ------- | ---- | -------------------------- | ------------------------ | --------- |
| CD      | 2013 | CD Chiquititas             | Palco (intérprete)       | Building  |
| DVD     | 2013 | DVD Chiquititas Vídeo Hits | Clipe Palco (intérprete) | Building  |

## Teatro
| Ano  | Título                            | Papel     |
| ---- | --------------------------------- | --------- |
| 2015 | As Crianças mais Amadas do Brasil | Ele mesmo |

## Dublagem

### Trabalhos
- Bradley Steven Perry como Gabe Duncan em Boa Sorte, Charlie! e Boa Sorte, Charlie, É Natal!; Kaz em Mega Med e Lab Rats: Força Elite; Jack em Jack Mentiroso.[10]
- Saul Nanni como Christian Alessi em Alex & Co. e Como Crescer, apesar dos Pais
- Nick Nirvies como Tyler em Project X
- Noah Munck como Tristan em Professora Sem Classe
- Curtis Harris como Zack em FlashForward
- Ricardo em DinoDan
- Nelvis em Os Feiticeiros de Waverly Place
- Ervilhinha em Toy Story 3 [10]
- Flecha de Os Incríveis no Disney On Ice 2011
- Aqualad criança em Batman: Bravos e Destemidos
- Collin em Diário de um Banana
- Pintado em Como Cães e Gatos 2: A Vingança de Kitty Galore
- Justin em Versões de um Crime
- Rudy, Mathew, David e Ethan em Agente Urso
- Cameron em Manny, mãos à obra
- Joshua Galloway e Wesley Higginbotahm em Your Kids Ate What?
- Nicholas Braico como Klaus em No Ritmo
- Bully em Looney Tunes [10]
- Matthew em Criminal Minds [10]
- Braidew em O Melhor Amigo do Papai Noel
- Diego e Ariano em Desafio Ben 10

- Davis em Level Up
- Blader J, Louis e Blader HD3 em Beyblade[10]
- Jason, Devon, Daniel, Tristen em Destroy Build Destroy
- AJ em Suburgatory
- Flambo em Hora de Aventura
- Matt em Jake e Brake
- Anthony em Waiting for “Superman (Documentário)
- Tutti Frutti em Moranguinho
- Rafael criança em Camaleões
- Jamie em Men of a Certain Age
- Sticks em O Quebra Nozes: A História Que Ninguém Contou
- Skip em Spooky Buddies: A Casa Mal-Assombrada
- Bobby em Bricks
- Tess em Red Faction: Origens
- Coperfield em Regras da Vida